# Scavenger Hunt (Film)
Scavenger Hunt (englisch für ‚Schnitzeljagd‘) ist eine US-amerikanische Ensemble-Filmkomödie aus dem Jahr 1979 mit Richard Benjamin, James Coco, Scatman Crothers, Ruth Gordon, Cloris Leachman, Cleavon Little, Roddy McDowall, Robert Morley, Richard Mulligan, Tony Randall, Dirk Benedict, Willie Aames, Stephanie Faracy, Stephen Furst und Richard Masur. Bei dem von 20th Century Fox veröffentlichten Film führte Michael Schultz Regie. In Gastauftritten sind Arnold Schwarzenegger, Meat Loaf und Vincent Price zu sehen.
Die Dreharbeiten fanden in und um San Diego statt, unter anderem im Balboa Park und dem Centre City Building.

## Handlung
Milton Parker, ein exzentrischer Spieleerfinder, stirbt, nachdem er bei einem Videospiel mit seiner Krankenschwester verliert. Parkers gierige entfernte Verwandtschaft taucht bei seinem Haus auf, um das Testament zu lesen. Rechtsanwalt Charles Bernstein gibt bekannt, dass der Gewinner einer Scavenger Hunt das 200 Millionen US-Dollar teure Anwesen gewinnen wird. Die Kandidaten bilden fünf Teams und werden in unterschiedliche Missgeschicke verwickelt.
Es gibt folgende Teams:
1. Parkers verwitweter Schwiegersohn Henry Motley und seine vier Kinder.
2. Die Bediensteten: Der französische Koch Henri, Kammerdiener Jenkins, Chauffeur Jackson und die französische Magd Babbette.
3. Der schwachsinnige Taxifahrer Marvin Dummitz.
4. Parkers verwitwete Schwester Mildred Carruthers, ihr Anwalt Stuart Sellsome und ihr Sohn Georgie.
5. Die Neffen Kenny und Jeff Stevens sowie Mildreds Stieftochter Lisa.

Jede Gruppe erhält eine Liste mit Hinweisen zum Erwerb von 100 Objekten, die 5 bis 100 Punkte wert sind. Die Objekte dürfen mit allen Mitteln, außer durch Kauf erworben werden. Sie werden an fünf unterschiedlichen Stellen auf dem Gelände des Anwesens aufgestellt. Es gewinnt das Team mit den meisten Punkten um 17:00 Uhr.
Chaos entsteht, während die Schnitzeljäger gelegentlich unter der Aufsicht von Bernstein und Cornfeld Objekte abliefern.
Mildred, Stuart und Georgie versuchen, einen Stoffbären beim Karneval zu gewinnen, einen schweren Tresor aus Stuarts Bürogebäude zu holen und das Gebiss eines Ureinwohners zu klauen. Stuart wird von der Motorradgang von Scum geärgert, nachdem er versucht hat, einen Fuchsschwanz von einem Motorrad zu stehlen. Später bestiehlt das Team die Bediensteten und das Team der Neffen.
Die Bediensteten versuchen, eine Toilette aus einem Hotel zu stehlen und bei einem Raubüberfall in einem Supermarkt die Kasse zu stehlen. Schließlich werden sie eingesperrt, als sie versuchen, ein Mikroskop aus einem Universitätslabor zu stehlen.
Kenny, Jeff und Lisa „leihen“ sich Dinge, wie einen Clownskopf von einem Schachtelteufel und eine fettleibige Person. Eine kugelsichere Weste leihen sie sich von Arvilla. Außerdem erwerben sie Lachgas, klauen die Uniform eines Motorradpolizisten und werden in der Umkleidekabine eines Footballteams eingesperrt, als sie einen Helm klauen wollen.
Dummittz versucht erfolglos, den Kühlergrill eines Rolls-Royce zu stehlen und wird mehrfach überfahren, als er versucht, Versicherungsbetrug zu begehen. Sam, der Wachmann eines Geschäfts für Brautmode, erwischt ihn, als er ein Brautkleid klauen will. Sam schließt sich ihm an und gemeinsam stehlen sie eine Ritterrüstung, wobei sich Marvin als Mumie verkleidet und Sam die Rüstung anzieht. Der ohnmächtige Sam wird von Mildred, Stuart und Georgie bestohlen, woraufhin sich Marvin mit Merle zusammentut.
Motley versucht, seine Kinder stolz zu machen, indem er einen Bienenstock, einen Rettungsring und einen Fallschirm erwirbt. Er versucht, einen Medizinball aus einem Fitnessstudio zu bekommen und Trainer Lars zu beeindrucken, was dazu führt, dass er aus dem zweiten Stock geworfen wird, wobei er versucht, einen nach ihm geworfenen Medizinball zu fangen.
Zum Entsetzen des Tierpflegers stiehlt jedes Team einen Strauß aus dem San Diego Zoo.
Es kommt zu einer Verfolgungsjagd auf dem Rückweg zum Anwesen, wobei drei Teams aufgeben, um Kenny, Jeff und Lisa dabei zu helfen, gegen das unfaire Team aus Mildred, Stuart und Georgie zu gewinnen. Sekunden vor dem Ende des Wettbewerbs kriecht Sam, der immer noch die Rüstung trägt, in ein anderes Lager und gewinnt für die Stevens-Brüder und Lisa. Die Sieger entscheiden sich, ihren Reichtum mit allen außer Mildred, Stuart und Georgie zu teilen.

## Rezeption
Scavenger Hunt erhielt negative Kritiken. Gene Siskel vom Chicago Tribune bezeichnete den Film als „unerträglich langweilig“ und beobachtete, dass „Coco und Little eine Toilette abtrennen; Randall von einem Safe niedergeschlagen wird; Benjamin Gegenstände von einem anderen Team stiehlt. Ist das nicht zum Schreien? Lachen Sie sich tot?“ The New York Times schrieb: „Wenn die Witze eines Films so deutlich ohne Pointen sind, kann nur eine Stimmung der Verwirrung den Tag retten. Herr Schultz geht ordentlich vor, was den Film nur noch mehr durcheinander bringt.“
People schrieb, dass „eine All-Star-Besetzung […] erfolglos versucht, Lacher zu bekommen.“ TV Guide bezeichnete den Film als „einen All-Star-Comedy-Versuch, der erneut beweist, dass kein Schauspieler über schlechtes Material triumphieren kann.“
Nathan Southern bezeichnete ihn bei AllMovie als „absolut elende Komödie.“ DVD Talk war der Meinung, dass der Film „überhaupt nicht gut, aber fast faszinierend für seine Besetzung und die Falschheit seiner Herangehensweise an eine Komödie ist.“ Blu-ray.com schrieb: „Es ist ein albernes Unterfangen, aber es ist auch anstrengend, ihn mit seiner inhärenten Harmlosigkeit anzuschauen, die sich zu einer Bedrohung entwickelt, da sich das eindimensionale Bild über fast zwei Stunden Bildschirmzeit erstreckt.“

## Heimvideoveröffentlichung
Scavenger Hunt wurde 1983 in den USA von CBS/Fox Video auf Videokassette (Beta und VHS) veröffentlicht. Am 10. Januar 2017 folgte die DVD- und Blu-ray-Version. Erst im September 2024 erschien erstmalig eine deutschsprachige Fassung von Cinestrange Extreme als limitiertes Mediabook (Blu-ray inklusive DVD) und als Video on Demand.